# Sams in Gefahr (Film)
Sams in Gefahr ist ein deutscher Kinderfilm von Ben Verbong aus dem Jahr 2003.
Die Literaturverfilmung entstand als Fortsetzung zu dem Film Das Sams nach den Sams-Romanen von Paul Maar, der zusammen mit Produzent Ulrich Limmer auch das Drehbuch zum Film verfasste. Am 29. März 2012 folgte dann der dritte Film unter dem Titel Sams im Glück.

## Handlung
In dem Film geht es um Martin Taschenbier, den Sohn von Margarete und Bruno Taschenbier, dem technischen Leiter der Schule. An Martins elftem Geburtstag kommt keiner seiner Mitschüler zu seiner Feier, denn er hat keine Freunde in der Schule. Da erinnert sich Vater Taschenbier an die „Sams-Rückhol-Tropfen“ (S.R.T.), welche ihm das Sams vor zehn Jahren bei seinem Verschwinden zurückgelassen hat. Damit kann er das Sams wieder zurückholen. Außerdem bewirken die Tropfen, dass das Sams, wenn es schon da ist, wieder neue Wunschpunkte erhält.
Margarete möchte, dass das Sams alle Wunschpunkte los wird und Bruno wünscht durch sinnlose Wünsche alle Punkte weg. Durch die S.R.T., die Martin trinkt, bekommt das Sams aber neue Punkte.
Nach anfänglichen Schwierigkeiten zwischen Martin und dem Sams verstehen sich die beiden sehr gut, doch dann erkennt Fitzgerald Daume, der fiese Sportlehrer der Schule, dass es in seinem Unterricht nicht mit rechten Dingen zugeht. Er beschließt Martin nachzuspionieren und wird dabei auf das Sams aufmerksam, welches er zu sich nach Hause entführt und dort für sich seine Wünsche erfüllen lässt. Dabei kommt es aber immer wieder zu Nebenwirkungen. Da Herr Daume kein Taschenbier ist, passiert bei jedem seiner Wünsche eine weitere unvorhersehbare Sache, wie zum Beispiel eine Ziege im Zimmer, ein Baum im Haus oder ein Elefant in der Turnhalle.
Als Martin und Bruno Taschenbier bemerken, dass das Sams in den Händen von Daume ist, wollen sie es befreien.
Sportlehrer Daume will unbedingt Direktor der Schule werden, der erste Sportlehrer seit dem 19. Jahrhundert, der auch Direktor ist (nach einem in Semipalatinsk in Kasachstan). Fitzgerald will ebenso Vorsitzender im Rollschuhverein werden, um der Mathematiklehrerin Frau Müller-Klessheim zu imponieren. Vor der Abstimmung wünscht er sich, dass auf allen Wahlzetteln der sieben Vorstandsmitglieder sein Name steht, doch das Sams hat nur noch einen Wunschpunkt, mit welchem auch nur ein Stimmzettel umgeändert werden kann. So wird schließlich Anton Mon, der Freund von Bruno Taschenbier, zum Vorstand gewählt. Herr Daume hat das Sams aber vorher in der Turnhalle eingesperrt, was wiederum Martin zufällig mitbekommt. Er versucht es zu befreien, doch dabei wird er von Fitzgerald Daume erwischt. Die beiden erklären dem Sportlehrer, dass er samstags bei Vollmond um Mitternacht mit dem Sams aufs Hausdach steigen soll und dabei „Gatsmas“ (Samstag rückwärts gesprochen) rufen soll, dann würde das Sams wieder neue Wunschpunkte bekommen. Tatsächlich ist es aber so, dass derjenige, der „Gatsmas“ sagt, auch die Wunschpunkte bekommt, und so erhält Herr Daume die Punkte im Gesicht und das Sams und Martin können sich alles wünschen, was sie wollen.
Der Film endet damit, dass Herr Daume auf dem Dach der Schule sitzt, alle Schüler ihn auslachen, Martin endlich seine Ruhe vor ihm hat und das Sams wieder frei ist.

## Unterschiede zum Buch
Der Film weist, obgleich in beiden Fassungen Daume das Sams entführt, durch dessen Hilfe Rektor und Präsident werden möchte und schlussendlich durch Martins Trick mit blauen Punkten auf dem Dach bleibt, starke Unterschiede zur Vorlage auf.
- Im Film ist Bruno Taschenbier an Martins Schule tätig. Im Buch scheint er weiterhin in Obersteins Schirmfabrik tätig zu sein.
- Martin nimmt im Buch die Sams-Rückholtropfen versehentlich, im Film absichtlich ein. Diese werden von Herrn Daume auch nicht unwissend mitgenommen, sondern er entführt das Sams direkt.
- Herr Daume lebt im Film noch zusammen mit seiner Mutter und kommt nicht auf die Idee, sich zu wünschen, dass seine zukünftigen Wünsche keine Nebenwirkungen mehr haben.
- Die Szene mit dem Hund entstammt ursprünglich dem vierten Band, welcher allerdings nicht verfilmt wurde.
- Im Buch ist es Herr Daume, der das Sams in eine Lehrerin umwünscht, um den Rektor Herrn Schelling zu blamieren, im Film ist es Martin, welcher Herrn Daume blamieren möchte.
- Während er im Buch anfangs noch einen Freund namens Roland Steffenhagen hat, ist Martin im Film kompletter Außenseiter, denn Roland existiert hier nicht, auch nicht Leander Plattner (genannt Plattfuß), Martins und Rolands Schläger, der sich aber später mit Martin anfreundet oder Sport-Ass Jens Uhlmann, der auch zu Martins Freund wird. Lediglich Tina existiert, beschäftigt sich jedoch nur kurz mit dem Sams.
- Im Buch können Nicht-Taschenbiers nur wünschen, wenn sie die Rückholtropfen eisgekühlt haben; im Film hingegen funktioniert dies auch so. In beiden Fassungen muss der Wünschende jedoch mit Nebenwirkungen rechnen.
- Die Aktion, dass die Taschenbiers und deren Freunde tatsächlich in Daumes Haus einbrechen, gibt es im Film nicht, davon rät Herr Taschenbier sogar ab, obgleich sich auch hier Herr Mon an der versuchten Sams-Rettung beteiligt.
- Genau deshalb denken sie auch, als sie herausfinden, dass Herrn Daumes Tasche leer ist, dieser habe das Sams doch nicht. Im Buch hingegen wissen sie es genau, da im Buch, anders als im Film, in dem Martin sie komplett austrinken musste, um dem Sams neue Punkte zu beschaffen, die Rückholtropfen noch existieren, man so das Sams zumindest temporär aus Daumes Wohnung holen kann und zudem das Sams als Refendarin Frau Scheinbar Martin sowie als Herr Lürcher Bruno je einen Zettel gegeben hatte. In Film hingegen verwandelt sich das Sams bereits vor der Entführung in Frau Scheinbar.
- Während das Sams im Buch in Herrn Lürcher umgewünscht Herr Daume als Kandidat vorschlagen muss, erledigt dies im Film Herr Daume selbst, als er wünscht, dass Frau Taschenbier ihn vorschlägt.
- Herr Mon ist bereits mit Frau Rotkohl verlobt, jedoch noch nicht verheiratet, dafür dann aber im dritten Film, deren kleine Tochter Helga gibt es im Film nicht.
- Im Buch wird Herr Lürcher neuer Präsident, im Film Herr Mon. Somit erscheinen die Taschenbiers auch nur im Film beim Rollschuhverein. Im Buch soll Herr Taschenbier allerdings auch Herrn Daume persönlich treffen, um in dessen Wohnung die Rückholtropfen – die im Film ja nicht mehr existieren – einzunehmen, um nicht dessen Wunsch, das Sams dürfe die Wohnung nicht verlassen, zu widersprechen, doch zu diesem Zeitpunkt hält sich im Buch lediglich Herr Daume im Rollschuhverein auf.

## Kritik
Lexikon des internationalen Films: Sympathisch-turbulenter Familienfilm, der mit vielen Gags, Slapstick-Einlagen und "Sensationen" unterhält, dabei den skurrilen erwachsenen Figuren viel Raum bietet und die liebenswürdige Entwicklungsgeschichte des Kindes etwas vernachlässigt.